# Jerzy Pietraszkiewicz
Jerzy Pietraszkiewicz (ur. 9 sierpnia 1917 w Jałcie, zm. 2 sierpnia 2005 w Konstancinie-Jeziornie) – polski aktor teatralny.

## Życiorys
Wraz z rodzicami w roku 1921 powrócił do Polski. W latach 30. XX wieku był studentem warszawskiego PIST-u.
Był homoseksualistą. Jego partnerem był tancerz Witold Gruca.

### Kariera sceniczna
Oficjalnie zadebiutował 5 lutego 1947 r. na scenie gdyńskiego Teatru Dramatycznego Marynarki Wojennej, jako Paweł, w sztuce Rozkoszna dziewczyna autorstwa Ralfa Benatzky’ego, w reżyserii Jerzego Merunowicza.
Na przełomie roku 1947/1948 współpracował z wrocławskimi Teatrami Dramatycznymi:
- 27 IX 1947: Cyrulik sewilski czyli daremna przezorność[3] Pierre Beaumarchais, reż. Jerzy Walden – jako Hrabia Almawiwa
- 2 XII 1947: Spartakus Stanisław Ryszard Dobrowolski, reż. Jerzy Walden – jako Pharnaces Tulii
- 15 II 1948: Pani prezesowa Maurice Hennequin i Pierre Veber, reż. Jerzy Walden – jako Oktawiusz Rosimond
- 28 V 1948: Fircyk w zalotach Franciszek Zabłocki, reż. Maria Leonia Jabłonkówna – jako tytułowy Fircyk.

Przez pół roku (od X 1948 do III 1949 r.) był związany z warszawskim Teatrem Rozmaitości:
- 12 X 1948: Szelmostwa Skapena Molière, reż. Józef Wyszomirski – jako Oktaw
- 1 XII 1948: Zemsta Aleksander Fredro, reż. Jerzy Leszczyński – jako Wacław
- 3 II 1949: Bajka Michaił Swietłow, reż. Gustawa Błońska – jako Wania
- 10 III 1949: Lekkomyślna siostra Włodzimierz Perzyński, reż. Dobiesław Damięcki – jako Janek Topolski.

Przez dwa sezony (od X 1949 do II 1951 r.) gościł na deskach Poznańskich Teatrów Dramatycznych:
- 5 X 1949: Fedra Jean Baptiste Racine, reż. Wilam Horzyca – jako Hipolit (Teatr Polski)
- 11 I 1950: Faryzeusze i grzesznik Jerzy Pomianowski i Małgorzata Wolin, reż. Zdzisław Karczewski – jako Marek (Teatr Nowy)
- 10 III 1950: Niemcy Leon Kruczkowski, reż. Tadeusz Muskat – jako Joachim Peters (Teatr Polski)
- 23 IX 1950: Obcy cień Konstantin Simonow, reż. Zdzisław Karczewski – jako Grzegorz Iwanowicz Ryzow (Teatr Nowy)
- 10 II 1951: Lubow Jarowaja Konstantin Trieniow, reż. Tadeusz Muskat – jako Jan Kołosow (Teatr Polski)
- 24 II 1951: Zemsta Aleksander Fredro, reż. Jerzy Zegalski – jako Wacław (Teatr Polski).

Na jeden sezon (rok 1952) podpisał angaż z warszawskim Teatrem Domu Wojska Polskiego:
- 27 III 1952: 4:0 dla ATK Pavel Pasek, reż. Artur Młodnicki – jako Karol Stuchlik
- 1 VII 1952: Oto Ameryka! Albert Maltz, reż. Stanisława Perzanowska – jako szer. Gerald Hicks
- 22 X 1952: Stefan Czarniecki i... Kazimierz Korcelli, reż. Ludwik René – jako ks. Dymitr Wiśniowiecki.

Jednocześnie (w latach 1951–1954) był także aktorem warszawskiego Teatru Współczesnego:
- 30 IV 1953: Domek z kart Maria Koszyc i Emil Zegadłowicz, reż. Erwin Axer – jako Krasnoarmiejec.

W roku 1954, na krótko, pojawił się na scenie Teatru Nowej Warszawy:
- 30 IX 1954: Karabiny matki Carrar Bertolt Brecht, reż. Konrad Swinarski i Przemysław Zieliński – jako Ksiądz.

Kolejne cztery lat (od VII 1955 do IX 1959 r.) współpracował z warszawskim Teatrem Syrena:
- 8 VII 1955: Diabli nadali (program składany/kabaretowy/rewiowy), reż. Stanisława Perzanowska
- 3 III 1956: Kto się śmieje ostatni Kandrat Krapiwa, reż. Stanisława Perzanowska – jako Zielski
- 9 VI 1956: Rym-cym-cym! Julian Tuwim, reż. Adolf Dymsza
- 18 VI 1957: Pan Vicienzo jest moim ojcem Eduardo Scarpetta, reż. Czesław Szpakowicz – jako Eugenio
- 24 VIII 1957: Maman do wzięcia Adam Grzymała-Siedlecki, reż. Kazimierz Krukowski – jako Rotmistrz
- 20 V 1958: Baloniki... Baloniki... Kazimierz Korcelli, reż. Kazimierz Krukowski – jako Amadeusz Dymek
- 9 VI 1958: Dama kameliowa Alexandre Dumas (syn), reż. Adam Hanuszkiewicz – jako Gaston (spektakl Teatru TV)
- 21 VIII 1958: Sublokatorka Adam Grzymała-Siedlecki, reż. Kazimierz Krukowski i D. Pietraszkiewicz – jako Zygmunt
- 24 IV 1959: Mąż Fołtasiówny Jerzy Jurandot, reż. Marian Wyrzykowski – jako Mamczyk
- 1 IX 1959: Jeszcze raz (program składany), reż. Kazimierz Krukowski.

Przez ostatnie 16 lat swej kariery aktorskiej (od XI 1960 do VII 1976 r.) był związany, z wyjątkiem przerwy w latach 1963–1967, z warszawskim Teatrem Komedia:
- 17 XI 1960: Karnawał Warszawski Cyryl Danielewski, reż. Czesław Szpakowicz – jako Kazimierz Bronicz
- 18 III 1961: Złoty cielak Ilja Ilf i Jewgienij Pietrow, reż. Czesław Szpakowicz – w potrójnej roli: Perykles Femidi, Starochamski, Strażnik III
- 5 XII 1961: Idiotka Marcel Achard, reż. Czesław Szpakowicz – w podwójnej roli: Beniamin Beaurevers, Mario
- 23 III 1962: Zwariowana ulica Leonard Bernstein, reż. Czesław Szpakowicz – w podwójnej roli: Franck Lippencott, Literat II
- 1 XII 1968: Żabusia Gabriela Zapolska, reż. Józef Słotwiński – jako Julian
- 18 X 1969: Wartogłów Molier, reż. Krystyna Sznerr – jako Pandolf
- 26 IX 1970: Piękna Helena Jacques Offenbach, reż. Stefania Domańska – jako Agamemnon
- 16 I 1971: Boso, ale w ostrogach Jan Tomaszewski, reż. Zbigniew Czeski – jako Majster
- 10 X 1971: Madzia w Iksinowie, reż. Krystyna Sznerr – jako Proboszcz (spektakl Teatru TV)
- 5 II 1972: Przed ślubem George Bernard Shaw, reż. Krystyna Sznerr – jako William Collins
- 14 IV 1973: Romans z wodewilu Władysław Krzemiński, reż. Przemysław Zieliński – jako Radca Alfons Kłaczek
- 1 II 1975: W czepku urodzona Zdzisław Skowroński, reż. Krystyna Sznerr – jako Reżyser czeski
- 26 VII 1975: Klub kawalerów Michał Bałucki, reż. Irena Górska-Damięcka – jako Wygodnicki
- 17 I 1976: Wizje i zamówienia Anna Borowa, reż. Krystyna Sznerr – jako Prelegent
- 24 VII 1976: Mieszkanie do wynajęcia Pierre Barillet i Jean P. Gredy, reż. Przemysław Zieliński – jako Malarz pokojowy.

### Telewizja
Za debiut można uznać jego występ 8 października 1954 r. w Teatrze Telewizji, w sztuce Karabiny matki Carrar Bertolta Brechta, w roli Księdza. Pozostałe dokonania aktorskie Pietraszkiewicza związane są z kilkoma innymi spektaklami Teatru Telewizji:
- 26 II 1959: Kaszmirowy szal Eugène Labiche, reż. Irena Babel
- 29 VIII 1971: Misterium niedzielne Tadeusz Gajcy, reż. Krystyna Sznerr – jako Filozof
- 4 X 1973: Wodewil warszawski Zdzisław Gozdawa i Wacław Stępień, reż. Zbigniew Czeski.

### Film
Na ekranie kinowym po raz pierwszy pojawił się 7 grudnia 1950 r. Debiutował w filmie pt. Miasto nieujarzmione, jako oficer radziecki (nazwisko aktora pojawia się jedynie w napisach Robinsona warszawskiego). Półtora miesiąca Pietraszkiewicz ponownie zagrał w filmie. 25 stycznia 1951 r. zagrał, jako inżynier Góracz – konstruktor szybowców, w filmie fabularnym pt. Pierwszy start. Kolejny raz, 4 marca 1951 r., pojawił się w widowiskowym filmie muzycznym pt. Warszawska premiera.
- 25 III 1952: Młodość Chopina, biograficzny film muzyczny, reż. Aleksander Ford – jako Bohdan Zaleski, przyjaciel Chopina
- 8 V 1953: Żołnierz zwycięstwa, biograficzny film polityczny, reż. Wanda Jakubowska – jako gen. Mikołaj Gusiew
- 5 IX 1953: Sprawa do załatwienia, komedia, reż. Jan Rybkowski i Jan Fethke – jako piosenkarz w spektaklu telewizyjnym
- 16 I 1954: Domek z kart, dramat polityczny oparty na spektaklu Teatru Współczesnego, reż. Erwin Axer – jako żołnierz radziecki
- 15 XI 1954: Uczta Baltazara, sensacyjny film obyczajowy, reż. Jerzy Zarzycki – jako Andrzej Uriaszewicz (rola główna)
- 26 III 1955: Kariera, sensacyjny film szpiegowski, reż. Jan Koecher – jako major Urzędu Bezpieczeństwa (UB)
- 1961: Trudne małżeństwo, krótko-metrażowy film fabularny, reż. Henryk Rewkiewicz – jako redaktor naczelny wytwórni filmowej.

### Radio
3 marca 1949 r. debiutował, jako Orond, w słuchowisku reżyserowanym przez Krystynę Zelwerowicz, opartym na sztuce Mizantrop Moliera, które zrealizowano pod auspicjami Teatru Polskiego Radia.
- 26 VI 1953: Domek z kart Maria Koszyc i Emil Zegadłowicz, reż. Erwin Axer – jako Krasnoarmiejec
- 22 VII 1954: Trzy spotkania Edward Fiszer i Tadeusz Kubiak, reż. Michał Melina – jako Stefan
- 15 VIII 1954: Zegarek Jerzy Szaniawski, reż. Stanisława Perzanowska – jako Jan
- 4 V 1956: Zięć pana Poirier Émile Augier i Julien Sandeau, reż. Michał Melina – jako ks. Hektor de Montmeyran
- 11 X 1958: Maria Tudor Victor Hugo, reż. Zbigniew Kopalko – jako Fabiano Fabiani
- 15 X 1958: Parady Jan Potocki, reż. Zbigniew Kopalko – jako Gil
- 19 IV 1959: Prześladowca Jacek Szczęk, reż. Edward Płaczek
- 8 X 1969: Misterium niedzielne Tadeusz Gajcy, reż. Krystyna Sznerr – jako Filozof
- 1 VI 1972: Kozietulski i inni Marian Brandys, reż. Krystyna Sznerr.

### Przebieg pracy
W trakcie swej 38-letniej kariery aktorskiej występował łącznie na deskach 15 teatrów w: Białymstoku, Jeleniej Górze, Gdyni, Wrocławiu, Poznaniu, Olsztynie, Bydgoszczy, Gdańsku i Warszawie (7):
- Teatr Dramatyczny im. Aleksandra Węgierki w Białymstoku: 1940–1941
- Teatr im. Cypriana Kamila Norwida w Jeleniej Górze: 1945–1946
- Teatr Dramatyczny Marynarki Wojennej (Teatr Domu Marynarza) w Gdyni: 1946–1947
- Teatry Dolnośląskie we Wrocławiu: 1947–1948
- Teatr Rozmaitości w Warszawie: 1948–1949
- Teatry Dramatyczne (Poznań): 1949–1951
- Teatr Współczesny w Warszawie: 1951–1954
- Teatr Domu Wojska Polskiego (Warszawa): 1952
- Teatr Narodowy (Warszawa): 1955
- Teatr Syrena (Warszawa): 1955–1960
- Teatr Komedia w Warszawie: 1960–1962 i 1968–1977
- Estrada Stołeczna (Warszawa): 1962–1967
- Estrada (Olsztyn): 1966
- Estrada Bydgoska: 1966–1968
- Estrada Bałtycka (Gdańsk): 1967–1968

19 stycznia 1955 na wniosek Ministra Kultury i Sztuki został odznaczony Medalem 10-lecia Polski Ludowej.
Na emeryturę przeszedł w roku 1977.

### Śmierć
Aktor dożył prawie 88 lat (zmarł tydzień przed swymi 88. urodzinami). Zmarł w Domu Artystów Weteranów Scen Polskich w Skolimowie. Pochowany został w kwaterze aktorów na miejscowym cmentarzu.

## Odznaczenia
- Odznaka 1000-lecia Państwa Polskiego (1967)[7]